# Ключ 103
Ключ 103 (трад. и упр. 疋) — ключ Канси со значением «рулон ткани»; один из 23, состоящих из пяти штрихов.
В словаре Канси есть 15 символов (из 49 030), которые можно найти c этим радикалом.

## История
Первоначальное значение идеограммы «нога» — нога человека в целом, начиная от бедра, но затем произошло разделение на два разных ключа:
- Ключ 103 «рулон ткани»
- Ключ 157 «нога (ступня)»

Современный иероглиф используется в значении «нога в движении».
В качестве ключевого знака иероглиф используеься редко.

Вид в большой печати Чжуаньшу
Вид в малой печати Чжуаньшу

В словарях находится под номером 103.

## Примеры иероглифов
| Доп. штрихи | Иероглифы |
| ----------- | --------- |
| 0           | 疋        |
| 3           | 疌        |
| 5           | 疍        |
| 6           | 疏        |
| 7           | 疎        |
| 9           | 疐 疑     |

- Примечание: Ваш браузер может отображать иероглифы неправильно.